# John Burdett
John Burdett (ur. 24 lipca 1951 w Southampton) – angielski powieściopisarz.
Z wykształcenia prawnik. Przez dwanaście lat pracował w Hongkongu. Zauroczony orientalnym klimatem, postanowił porzucić swój zawód i w pełni skupić się na pisaniu. Kilka lat temu przeprowadził się do Bangkoku, w którym mieszka do dziś.
Do tej pory opublikował sześć powieści, z czego cztery ukazały się w Polsce: 
- A Personal History of Thirst, William Morrow & Co (1996), ISBN 0-688-14399-7
- The Last Six Million Seconds, Hodder & Stoughton (1997), ISBN 0-340-68904-8
- Seria o przygodach detektywa Królewskiej Policji Tajskiej Sonchai'a Jitpleecheepa, w której wątki kryminalne barwnie przeplatają się z aspektami kulturowymi i buddyjskimi:
  - Bangkok 8: A Novel, Alfred A. Knopf (2003) ISBN 0-9657525-3-4, wyd. pol. Bangkok 8, wyd. Albatros 2004
  - Bangkok Tattoo, Vintage Reprint edition (2006) ISBN 1-4000-3291-1, wyd. pol. Tatuaż, wyd. Albatros 2006
  - Bangkok Haunts, Alfred A. Knopf (2007) ISBN 0-307-26318-5, wyd. pol. Tajemnice Bangkoku, wyd. Albatros 2010 (wszystkie w przekładzie Piotra Jankowskiego)
  - The Godfather of Kathmandu, Alfred A. Knopf (2010) ISBN 978-0-307-26319-3, wyd. pol. Detektyw z Bangkoku, wyd. Albatros 2013, przekład Lech Z. Żołędziowski
  - Vulture Peak

Na podstawie dwóch pierwszych książek powstają filmy telewizyjne, a prawa filmowe do Bangkoku 8 sprzedano za milion dolarów.